# Sint-Bernarduskerk (Lubbeek)
De Sint-Bernarduskerk is de parochiekerk van de tot de Vlaams-Brabantse gemeente Lubbeek behorende plaats Sint-Bernard, gelegen aan Staatsbaan 176.

## Geschiedenis
Omstreeks 1780 werd een steenweg tussen Leuven en Diest aangelegd. Vanaf 1880 werden er langs deze weg huizen gebouwd. In 1896 werd een nieuwe parochie officieel goedgekeurd en werd een noodkerk opgericht. Een definitieve kerk werd in 1908 gebouwd iets ten zuiden van de noodkerk. Het betrof een bakstenen gebouw in neogotische stijl naar ontwerp van Piet Langerock. De bijbehorende pastorie werd al in 1899 gebouwd naar ontwerp van Louis van Arenbergh. Deze werd omstreeks 1990 gesloopt.
Het betreft een bakstenen driebeukige kruiskerk met een tegen het koor aangebouwde toren en een driezijdig afgesloten koor.
Deze kerk was begin 21e eeuw niet meer als parochiekerk in gebruik en wordt herbestemd.